# Stesichora acrosema
Stesichora acrosema är en fjärilsart som beskrevs av Edward Meyrick. Stesichora acrosema ingår i släktet Stesichora och familjen Uraniidae. Inga underarter finns listade i Catalogue of Life.